# Paul Barker
Paul Barker (Palo Alto, California, 8 de febrero de 1959), conocido también como Hermes Pan, es un músico y productor discográfico estadounidense, reconocido por haber sido el bajista, productor e ingeniero de sonido de la banda de metal industrial Ministry entre 1986 y 2004. Antes de su trabajo con Ministry, Barker fue el bajista de la banda de Seattle The Blackouts junto al futuro baterista de Ministry Bill Rieflin y su hermano, el teclista y saxofonista Roland Barker, entre 1979 y 1985.

## Discografía

### Ministry
- The Land of Rape and Honey (1988)
- The Mind Is a Terrible Thing to Taste (1989)
- Psalm 69: The Way to Succeed and the Way to Suck Eggs (1992)
- Filth Pig (1996)
- Dark Side of the Spoon (1999)
- Animositisomina (2003)